# Roma Open 2002
Il Roma Open 2002 è stato un torneo di tennis facente parte della categoria ATP Challenger Series nell'ambito dell'ATP Challenger Series 2002. Il torneo si è giocato a Roma in Italia dal 29 aprile al 4 maggio 2002 su campi in terra rossa.

## Vincitori

### Singolare
Martín Vassallo Argüello ha battuto in finale  Filippo Volandri con il punteggio di 6–4, 6–0

### Doppio
Gabriel Trifu /  Vladimir Volčkov hanno battuto in finale  Sergio Roitman /  Andrés Schneiter con il punteggio di 6–1, 6–2